# Hütterberg
Der Hütterberg ist mit 95,7 m ü. NHN die höchste Erhebung im direkten Umland Schwerins und neben einer gleich hohen, namenlosen Erhebung nahe Dalberg-Wendelstorf die höchste im Amt Lützow-Lübstorf. Er liegt in der Gemeinde Brüsewitz im mecklenburg-vorpommerischen Landkreis Nordwestmecklenburg (Deutschland).

## Geographie

### Lage und Verkehr
Der Hütterberg befindet sich etwa 9,5 km nordwestlich von Schwerin zwischen den Brüsewitzer Dörfern Gottmannsförde am Rehmsee im Westnordwesten und Herren Steinfeld im Ostsüdosten. Etwa 1,6 km südsüdwestlich seines Gipfels entspringt die Stepenitz, die von dort nach Norden durch den Rehmsee fließt, der wie der Bergwesthang zum Landschaftsschutzgebiet Stepenitztal (CDDA-Nr. 20881; 1958 ausgewiesen; 13,76 km² groß) gehört. Auf den Südausläufern des Bergs erstreckt sich das Waldgebiet Heegeholz mit dem südlich davon gelegenen Neumühler See.
Über den unbewaldeten Hütterberg führt als Verbindung zwischen Gottmannsförde und Herren Steinfeld die Straßenachse Stepenitzer Straße–Warnitzer Weg mit dem Radfernweg Hamburg–Rügen und dem Radweg Stepenitztalroute.

### Naturräumliche Zuordnung
Der Hütterberg gehört in der naturräumlichen Haupteinheitengruppe Mecklenburgische Seenplatte (Nr. 75), die Teil der Nordostdeutschen Seenplatte ist, zur Haupteinheit Schweriner See-Gebiet (751). Auch in der inner-Mecklenburgisch-Vorpommerschen Gliederung wird er zu dieser Einheit (dort: Nr. 402) gerechnet. Nach jener beginnt unmittelbar westlich des Hügels, hinter Gottmannsförde, das Westmecklenburgische Hügelland mit Stepenitz und Radegast (MV401), das man nach bundesweiter Grobgliederung dem Westmecklenburgischen Seenhügelland (Haupteinheit 750) zurechnen kann.

### Berghöhe und Nachbarerhebungen
Der Hütterberg ist 95,7 m hoch. Eine gleich hohe namenlose Erhebung liegt 8 km nördlich im Nordostteil des Gemeindegebiets von Dalberg-Wendelstorf (⊙). Die nächsthöhere Erhebung ist der Homberg (⊙; 98,7 m), der sich 19 km ostnordöstlich jenseits des Schweriner Sees in nordöstlicher Nähe des am Cambser See gelegenen Cambs befindet.

## Sendeanlage und Windpark
Knapp 100 m nördlich des Hütterberggipfels steht nahe einer Straßen- und Wegkreuzung (90,2 m ü. NHN) ein alter A-Turm (⊙), auf dem die Deutsche Telekom mehrere Sendeanlagen betreibt. Dieser Turm wurde Ende der 1950er Jahre als bemannte Richtfunkrelaisstation im Richtfunknetz der Partei errichtet. Der Turm hatte im Netz die Kennung 02A2 und gewährleistete mit seinen technischen Einrichtungen stabile Fernsprech- und Fernschreibverbindungen über die hergestellten Richtfunkkanäle. In seiner Eigenschaft als Relaisstation sicherte er Verbindungen zur Bezirksrichtfunkzentrale Schwerin 02A1, über welche nicht nur das Zentralkomitee der SED, auch die Bezirksleitung und Kreisleitungen der Partei erreicht wurden. In den 1960er Jahren integrierte sich die NVA in das Netz und sicherte Verbindungen zu Sonderobjekten, darunter zur Bezirkseinsatzleitung, zum Wehrbezirkskommando und zu anderen Dienststellen. Per 1. Januar 1984 wurde das Netz an die Deutsche Post übergeben. Fortan war es die Richtfunkübertragungsstelle Schwerin.
Auf der Nordnordostflanke des Hütterbergs befindet sich im Gemeindegebiet von Cramonshagen ein Windpark (⊙) mit mehreren Windkraftanlagen.